# Hypancjum

Kwiat róży: wewnątrz hypancjum (ciemnozielony kolor) znajdują się słupki (różowy kolor)

Hypancjum (ang., łac. hypanthium) – element budowy niektórych kwiatów. Jest to dno kwiatowe o specyficznej budowie – silnie wgłębione lub posiadające wąską gardziel. Wskutek takiej budowy słupki znajdują się wewnątrz dna kwiatowego, są ukryte i pozornie wydaje się, że są dolne. Tak jest np. u róży. Czasami, jak np. u wiesiołka, dno kwiatowe wyrasta w górnej części zalążni, tak że szyjka słupka znajduje się wewnątrz niego.
Z kwiatów posiadających hypancjum często powstaje owoc pozorny.